# Batalha de Luchana

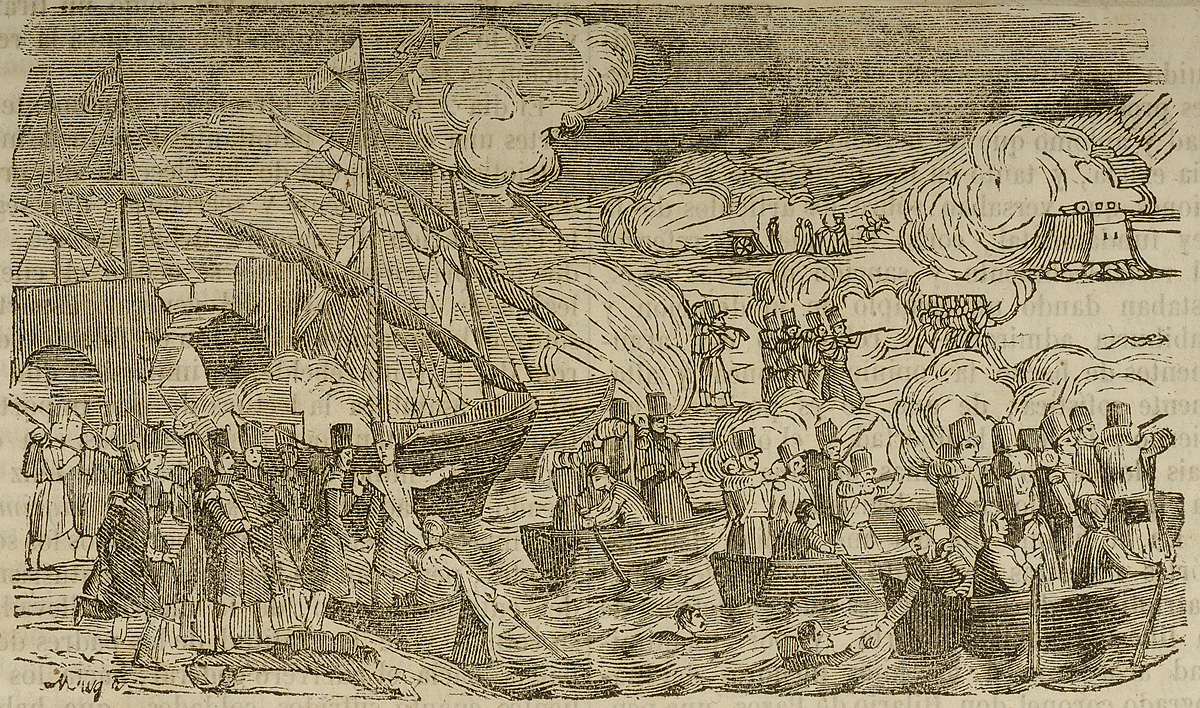

A Batalha de Luchana (Lutxana em basco) ocorreu em Bilbao e suas proximidades durante a noite de 23 de dezembro de 1836 e se estendeu até 24 de dezembro de 1836. Os carlistas estavam sitiando Bilbao e controlado as rotas por terra e água para a cidade. A batalha de Luchana ocorreu no distrito pertencente à freguesia de Deusto e do município de Desierto-Erandio, nas margens do rio Asua, que deságua no Rio Nervión , no local conhecido como Luchana. Os carlistas foram derrotados e no cerco de Bilbao foi levantada.